# 木下吉之丞
木下 吉之丞（きのした きちのじょう、1859年12月29日（安政6年12月6日） - 1929年（昭和4年）7月12日）は、日本の政治家、衆議院議員（1期）。

## 経歴
長崎県出身。同人社で学ぶ。長崎県会議員、同常置委員、島原鉄道(株)専務取締役となる。
1908年の第10回衆議院議員総選挙において長崎県郡部から立憲政友会公認で立候補して当選した。1912年の第11回衆議院議員総選挙には出馬しなかった。1929年に死去した。